# Командорский ремнезуб
Командорский ремнезуб, или тихоокеанский ремнезуб, или ремнезуб Стейнегера (Mesoplodon stejnegeri) — вид китообразных семейства клюворыловых (Ziphiidae). Видовое название дано в честь американского зоолога Леонарда Стейнегера (1851—1943).
Длина тела 5—6 метров. Впервые описан по экземпляру с острова Беринга. Водится в северной части Тихого океана. Известны находки на Командорских островах, на полуострове Аляска, на острове Ванкувер, и на берегу Орегона и Британской Колумбии, а также в Японском море, на побережье префектуры Акита. Сверху череп командорского ремнезуба кажется округлым в контуре, так как передние выемки очень мелкие. Коронка сильно уплощённых зубов сбоку похожа на трапецию с заострённой вершиной, а не на треугольник, как у атлантического ремнезуба. Живёт в одиночку, но на скоплениях лососёвых рыб собирается в группы до трёх особей. Питается головоногими моллюсками и лососёвыми рыбами. Между погружениями делает 1—2 вдоха.